# Rotten World Blues
Rotten World Blues är en promo-EP av Eels med tidigare outgivna låtar. EP:n släpptes år 1998 i Storbritannien och 2001 i USA.

## Låtlista

### USA-utgåvan
1. Rotten World Blues

### Brittiska utgåvan
1. I Write the B-sides
2. Hidden Track
3. Jehovah's Witness
4. Rotten World Blues